# Donkey Kong
Donkey Kong es un personaje ficticio diseñado por Shigeru Miyamoto. Es un gorila y aparece en los videojuegos que pertenecen a las franquicias de videojuegos de Donkey Kong y Mario. Debido a su popularidad, ha aparecido en muchos videojuegos. Donkey Kong fue el primer enemigo de Mario en el videojuego del mismo nombre, el videojuego de arcade de Nintendo Donkey Kong de 1981. Desde entonces, ha protagonizado su propia serie de videojuegos, comenzando con Donkey Kong Country en 1994 para Super Nintendo, y sigue siendo un personaje importante en los videojuegos derivados de la serie de Mario, como Mario Kart y Mario vs. Donkey Kong.

## Concepto y creación
En 1981, Nintendo buscaba una licencia para desarrollar un videojuego basado en la tiras cómicas de Popeye. Cuando esto fracasó, Nintendo decidió que aprovecharía la oportunidad para crear nuevos personajes que luego podrían comercializarse y usarse en videojuegos posteriores. A Shigeru Miyamoto se le ocurrieron muchos personajes y conceptos para la trama, pero finalmente se decidió por un triángulo amoroso de gorila/carpintero/novia que reflejaba la rivalidad entre Bluto y Popeye por Olivia.
Bluto fue reemplazado por un simio, que en palabras de Miyamoto era "nada demasiado malvado o repulsivo", para luego convertirse en la mascota del personaje principal. Miyamoto señaló que La Bella y la Bestia y la película King Kong de 1933 fueron influyentes para el desarrollo del personaje.
Miyamoto usó donkey (burro) para transmitir stubborn (terco) en el idioma inglés. Así, el nombre "Donkey Kong" tenía la intención de transmitir stubborn ape (simio obstinado) a la audiencia estadounidense. Cuando sugirió este nombre a Nintendo of America, se negó en un principio, puesto que para ellos donkey no transmitía el significado de "estúpido". Aun así, Miyamoto consideró que el nombre dejó una impresión en Nintendo y decidió incorporarlo para el videojuego.
Donkey Kong fue rediseñado para Super Nintendo en 1994 por el exartista de personajes de Rare, Kevin Bayliss. Presentó el aspecto moderno a Nintendo y fue aprobado de inmediato. Aunque el diseño del personaje se ha modificado con los años, la apariencia de Donkey Kong sigue siendo consistente desde el día en que Bayliss lo modificó por última vez.

"Hoy me hace sonreír el ver tantos productos con DK en el frente y que siga siendo muy parecido al aspecto que tenía cuando le eché una ojeada. Así que eso es lo suficientemente bueno para mí — ¡debo haber hecho algo bien!"
Kevin Bayliss

## Características
La serie de Donkey Kong Country introdujo la isla de Donkey Kong y un trasfondo para el personaje. La serie también introdujo a Diddy Kong como el compañero de DK, y a King K. Rool, rey de los Kremlings, como su enemigo quién roba su tesoro de bananas. Mientras que el personaje ha conservado la corbata roja que ha tenido desde el videojuego de Game Boy, también ha tenido una apariencia física distinta con cejas gruesas y un mechón de pelo en la parte superior de su cabeza. Esto se convertiría en el aspecto estándar de Donkey Kong que se sigue usando más de dos décadas después. El Donkey Kong moderno es representado como un simio poderoso pero relajado, que está interesado principalmente en su tesoro de bananas y en su novia, Candy Kong.
El nuevo Donkey Kong introducido en Donkey Kong Country se presentó inicialmente como el nieto del Donkey Kong original, que aparece en el videojuego como un simio anciano llamado Cranky Kong. Por otro lado, en el videojuego Donkey Kong 64 se afirma que el Donkey Kong actual estaba destinado a ser el hijo de Cranky Kong, con una fuente que implica que es una versión adulta de Donkey Kong Jr. Sin embargo, en Super Smash Bros. Brawl y Donkey Kong Country Returns, el Donkey Kong actual se conoce como el nieto de Cranky.

## Apariciones

### Inicios
Donkey Kong hizo su primera aparición como el antagonista principal del videojuego de arcade Donkey Kong de 1981 junto al protagonista Mario (entonces conocido como "Jumpman") y la damisela en apuros, "Lady" (más tarde llamada Pauline). Como Jumpman, el jugador debe llegar a Donkey Kong en la parte superior de cada etapa, donde mantiene cautiva a Lady. Donkey Kong intenta obstaculizar el progreso del jugador lanzando barriles, resortes y otros objetos hacia Jumpman. El simio reapareció al año siguiente en la secuela Donkey Kong Jr., donde Mario captura a Donkey Kong y lo encierra en una jaula, mientras que Donkey Kong Jr. sale a rescatarlo. Donkey Kong retomó su papel antagónico en Donkey Kong 3; esta vez, el personaje Stanley the Bugman toma el lugar de Mario como protagonista. Stanley lucha contra los intentos de Donkey Kong de invadir un invernadero junto con una horda de abejas asesinas.
Después del videojuego Donkey Kong, Mario se convirtió en la principal mascota de Nintendo, mientras que Donkey Kong y su hijo fueron relegados a papeles secundarios y cameos. La versión de Game Boy de Donkey Kong en 1994 marcó su reaparición como un personaje importante. Fue rediseñado, apareciendo con una corbata roja, que a veces lleva sus iniciales, "DK".

### Era Rare
El videojuego Donkey Kong Country de 1994 para Super Nintendo, desarrollado por el estudio británico de videojuegos Rare, fue el comienzo de una nueva serie de videojuegos. En aquel videojuego, Donkey Kong recorre la Isla DK en busca de King K. Rool, quien se ha apoderado de todas las bananas. Posteriormente, a pesar de que su nombre está en los títulos de los videojuegos, DK es la "damisela en apuros" en las secuelas Donkey Kong Country 2: Diddy's Kong Quest y Donkey Kong Country 3: Dixie Kong's Double Trouble!, donde es capturado por K. Rool. En estos videojuegos, el jugador controla a Dixie Kong y uno de sus compañeros Kongs que se disponen a rescatarlo. La serie de Donkey Kong Country también inspiró la serie de videojuegos Donkey Kong Land donde se replantean casi las mismas aventuras de la serie "Country" y una serie de televisión. En Donkey Kong 64, King K. Rool ha colocado una Isla Cocodrilo mecánica frente a la Isla DK después de robar todas las bananas y secuestrar a los amigos de Donkey Kong.

### Era Post-Rare
Luego de que Rare fuera comprada por Microsoft y abandonara Nintendo, Nintendo coprodujo con Namco una trilogía de videojuegos de ritmo para la Nintendo GameCube conocida como la serie Donkey Konga, similar al Taiko: Drum Master de Namco, aunque solo dos de los videojuegos de la serie fueron estrenados en Norteamérica. Donkey Kong Jungle Beat se lanzó el 14 de marzo de 2005 en Norteamérica para GameCube. En este videojuego, se muestra a Donkey Kong más agresivo que lo usual y también utiliza los controladores de bongo. En octubre de 2007, Donkey Kong Barrel Blast se lanzó en Norteamérica para la Wii, con un cambio en su jugabilidad respecto a los títulos anteriores, pero no fue bien recibido por los críticos.
En las consolas portátiles, Donkey Kong se reunió con su antiguo rival Mario en el videojuego Mario vs. Donkey Kong de 2004 para Game Boy Advance. En una clara referencia al videojuego Donkey Kong para Game Boy, Donkey Kong retomó su papel de antagonista de sus videojuegos anteriores al hacerse cargo de Mario Toy Company, molesto por la falta de juguetes Mini-Mario disponibles para comprar en las tiendas. El videojuego fue seguido por una secuela de 2006 titulada Mario vs Donkey Kong 2: March of the Minis, donde Donkey Kong, quien está enamorada de Pauline, la secuestra y la lleva al techo del parque de diversiones Super Mini-Mario World debido a que ella ignora un juguete Mini Donkey Kong a favor de un Mini-Mario. También apareció una vez más como el antagonista en Mario vs. Donkey Kong: Minis March Again! y Mario vs. Donkey Kong: ¡Megalío en Minilandia!. Aparte de eso, Donkey Kong apareció en DK: King of Swing en la GBA en la época de Jungle Beat, y en su secuela, DK Jungle Climber, para la Nintendo DS. En el videojuego de 2010 de Wii, Donkey Kong Country Returns, Donkey Kong y Diddy Kong se deshacen de la tribu Tiki Tak, que aparece en la isla de Donkey Kong e hipnotiza a varias criaturas. En el videojuego de Wii U de 2014, Donkey Kong Country: Tropical Freeze, Donkey Kong se propone recuperar su hogar de los vikingos malvados conocidos como los Snowmads.

### Otras apariciones
Donkey Kong ha sido un personaje jugable en los videojuegos de Mario Kart, comenzando con Mario Kart 64. Ha aparecido en la mayoría de los videojuegos de deportes de la franquicia de Mario, que incluyen a las series de videojuegos de Mario Tennis, Mario Golf, Mario Baseball, Mario Strikers y Mario & Sonic. Otros videojuegos de deportes en los que se le incluye son Mario Hoops 3-on-3 y Mario Sports Mix. Donkey Kong ha tenido participación en la serie de videojuegos de Mario Party tanto como personaje jugable y no jugable. También ha tenido participación en la serie de videojuegos de Super Smash Bros. junto a Diddy Kong y King K. Rool.
En Yoshi's Island DS, Donkey Kong aparece como "Baby DK", una versión infantil de sí mismo. También tiene un papel como personaje secreto en el videojuego Punch-Out!! de Wii. Donkey Kong, junto a Bowser, son personajes invitados jugables en las versiones de Nintendo de Skylanders: SuperChargers. Super Mario Maker presenta a Donkey Kong como un disfraz del Champiñón Misterioso. Donkey Kong aparece como uno de los personajes principales jugables en la campaña DLC Donkey Kong Adventure del videojuego Mario + Rabbids Kingdom Battle.
Fuera de los videojuegos, Donkey Kong ha hecho varias apariciones en animación. La serie de antología animada Saturday Supercade de 1983 presentó segmentos de dibujos animados basados en el videojuego de arcade Donkey Kong. En los segmentos, Donkey Kong, con la voz de Soupy Sales, era un gorila de circo que escapó huyendo de Mario y Pauline, quienes buscan recapturarlo. Una segunda serie de segmentos se centró en Donkey Kong Jr. que buscaba a su padre luego de su escape. Donkey Kong apareció más tarde como un antagonista recurrente en la serie animada Captain N: The Game Master de 1989, con la voz de Garry Chalk. Es representado como el gobernante territorial y malhumorado de Kongoland. Donkey Kong también fue el personaje principal de la serie animada El país de Donkey Kong de 1996, en la cual Donkey Kong luchó para proteger la Isla Kongo Bongo y el Coco de Cristal de King K. Rool y sus secuaces, los Kremlings. Donkey Kong fue interpretado por Richard Yearwood, con su voz de canto interpretada por Sterling Jarvis. Donkey Kong fue interpretado por Seth Rogen en la película de 2023, Super Mario Bros.: La película de Illumination Entertainment.

## Recepción y legado

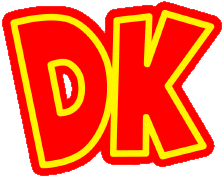
Logotipo «DK» que Donkey Kong porta sobre su corbata.

El personaje de Donkey Kong ha sido descrito como una de las mascotas más icónicas de Nintendo. La revista Nintendo Power, en su número 250 de enero de 2010, clasificó a DK como su octavo héroe favorito de Nintendo, afirmando que si bien es un héroe algo ridículo, es bastante bueno en general y entretenido. También lo clasificaron como su octavo villano favorito de Nintendo, bromeando con que uno debería evitarlo si él no lleva corbata. IGN criticó su corbata, afirmando que «DK necesita un cambio de moda». El sitio mencionó que mientras él «solía ser un ícono de trabajo, su estado está empezando a mostrar signos de oxidación». 1UP.com lo incluyó como el "Personaje de mayor edad sin gracia", citando el hecho de que el Donkey Kong original del videojuego de arcade finalmente se convirtió en Cranky Kong. IGN lo clasificó quinto en su lista de "Mejores 100 villanos de videojuegos" por sus apariciones anteriores. UGO.com incluyó a Donkey Kong en el séptimo lugar de su lista de "The 25 Awesomest Hidden Characters" por su aparición en Punch-Out!!. Empire también lo incluyó en su lista de los 50 mejores personajes de videojuegos, y agregó que es «el personaje con el peor nombre en la historia de los videojuegos». El libro Guinness World Records Gamer's Edition de 2011 muestra a Donkey Kong como el personaje de videojuego más popular número 33. En 2012, GamesRadar lo clasificó como el 25.º mejor héroe de los videojuegos.